# محلول رينغر

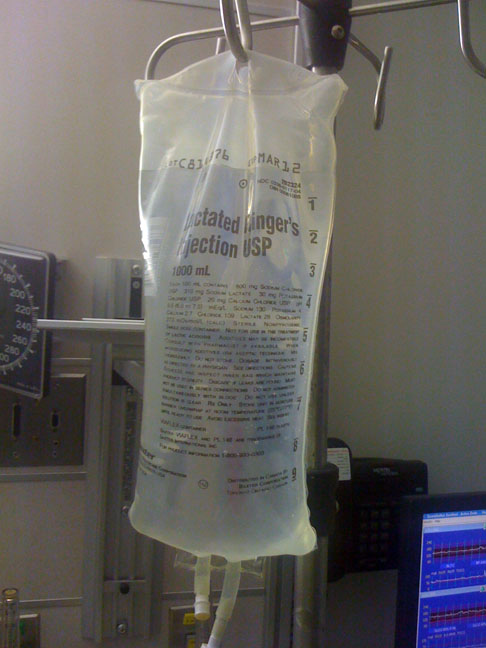

محلول رينغر محلول يحتوي على العديد من الأملاح الذائبة في الماء لتكوين محلول متساوي التوتر بالنسبة لسوائل جسم الحيوان. يحتوي محلول رينغر عادةً على كلوريد الصوديوم، كلوريد البوتاسيوم، كلوريد الكالسيوم وبيكربونات الصوديوم، مع آخر استخدام لموازنة الرقم الهيدروجيني. يمكن أن تشمل الإضافات الأخرى على مصادر الوقود الكيميائي للخلايا، بما في ذلك ATP والدكستروز، وكذلك المضادات الحيوية ومضادات الفطريات.

## المكونات
يحتوي محلول رينغر عادةً على NaCl و KCl و CaCl2 و NaHCO3 ، وأحيانًا مع معادن أخرى مثل MgCl2 ، مذابة في ماء مقطر. تختلف النسب الدقيقة لهذه الأنواع من فصيلة إلى أخرى، خاصة بين مضخمات التناضح البحرية والمنظمين.

## الاستخدامات
يستخدم محلول رينغر بشكل متكرر في التجارب المختبرية على الأعضاء أو الأنسجة، مثل اختبار العضلات في المختبر. يمكن أن يختلف المزيج الدقيق من الأيونات اعتمادًا على الأصناف، مع وصفات مختلفة للطيور، والثدييات، وأسماك المياه العذبة، والأسماك البحرية، وما إلى ذلك. ويمكن أيضًا استخدامه للأغراض العلاجية، مثل غسل المفاصل في حالة التهاب المفاصل الصرفي. الاستخدامات السريرية هي لاستبدال فقد السوائل خارج الخلية واستعادة التوازنات الكيميائية عند علاج الجفاف متساوي التوتر.

## التاريخ
محلول رينغر باسم سيدني رينجر، الذي قرر في 1882-1885 أن الحل الذي يروي قلب الضفدع يجب أن يحتوي على أملاح الصوديوم والبوتاسيوم والكالسيوم بنسبة محددة إذا كان القلب سيظل ينبض لفترة طويلة. . تم تعديل هذا المحلول في الثلاثينيات سمي من قبل ألكسيس هارتمان، الذي أضاف لاكتات الصوديوم لتشكيل محلول اللاكتات في رينجر. [